# Hasan Güngör
Hasan Güngör (* 5. Juli 1934 in Acıpayam, Denizli; † 13. Oktober 2011) war ein türkischer Ringer. Er war 1960 Olympiasieger und 1964 Silbermedaillengewinner im Mittelgewicht im freien Stil.

## Werdegang
Hasan Güngör wuchs in Denizli auf und begann dort auch mit dem Ringen. Er entwickelte sich zum Freistilringer. Seine internationale Laufbahn begann mit einem dritten Platz bei der Weltmeisterschaft 1957 in Istanbul im Mittelgewicht. Dabei besiegte er den Olympiasieger von 1956 Nikola Stantschew aus Bulgarien. 1958 siegte Güngör beim World-Cup in Sofia, der anstelle einer Weltmeisterschaft ausgetragen wurde, vor der gesamten damaligen Weltelite.
1959 weilte er mit der türkischen Nationalmannschaft auf einer Wettkampfreise in der Bundesrepublik Deutschland und besiegte dabei mit Horst Heß, Johann Sterr und Georg Utz die damalige deutsche Spitzenklasse im Mittelgewicht.
Bei den Olympischen Spielen 1960 in Rom wurde er Olympiasieger im Mittelgewicht. Wegen der Eigentümlichkeit des damaligen Reglements brauchte er dabei weder gegen den Silbermedaillengewinner Giorgi Schirtladse aus der Sowjetunion noch gegen den Bronzemedaillengewinner Hans Antonsson aus Schweden zu ringen.
Ab 1961 startete Güngör im Halbschwergewicht. Er schaffte bei der Weltmeisterschaft dieses Jahres in Yokohama gegen den Olympiasieger und mehrfachen Weltmeister Gholamreza Takhti aus dem Iran ein Unentschieden, unterlag aber dem sowjetischen Vertreter Boris Gurewitsch und kam auf den 3. Platz.
Bei der Weltmeisterschaft 1962 in Toledo wurde Hasan Vizeweltmeister. Er rang dabei gegen den Weltmeister dieses Jahres Mansour Mehdizadeh aus dem Iran unentschieden und besiegte den Vorjahresweltmeister Boris Gurewitsch nach Punkten.
Bei den Olympischen Spielen 1964 in Tokio gewann Güngür u. a. gegen den sowjetischen Vertreter Schota Lomidse nach Punkten und rang gegen Prodan Gardschew aus Bulgarien, dem späteren Olympiasieger unentschieden. Eine Niederlage gegen Mansour Mehdizadeh kostete ihn aber den zweiten Olympiasieg.
1966 schließlich siegte Hasan bei der nach längerer Pause wieder eingeführten Europameisterschaft in Karlsruhe im Mittelgewicht vor dem Tschechen Josef Urban und dem sowjetischen Ringer Andrei Zchowrebow und wurde bei der Weltmeisterschaft in Toledo Vizeweltmeister hinter Prodan Gardschew.
Nach zwei vierten Plätzen bei der Europameisterschaft 1967 in Istanbul und der Weltmeisterschaft in Neu-Delhi beendete er seine Laufbahn und war jahrelang als Trainer in der Türkei tätig.
Die Ergebnisse der internationalen Meisterschaften und einiger anderer Turniere, an denen Hasan Güngör teilnahm, sind im folgenden Abschnitt nachzulesen.

## Internationale Erfolge
(OS = Olympische Spiele, WM = Weltmeisterschaft, EM = Europameisterschaft, F = Freistil, We = Weltergewicht, damals bis 73 kg Körpergewicht, Mi = Mittelgewicht, bis 1964 bis 79 kg, ab 1965 bis 87 kg Körpergewicht, Hs = Halbschwergewicht, bis 1964 bis 87 kg, ab 1965 bis 97 kg Körpergewicht)
- 1956, 1. Platz, „Opatija“-Pokalturnier in Pula, F, We, vor Hans Sommer, BRD und Kujaj, Jugoslawien;
- 1957, 3. Platz, WM in Istanbul, F, Mi, mit Siegen über Johann Sterr, BRD, Kurt Soukop, Österreich und Nikola Stantschew, Bulgarien und Niederlagen gegen Nabi Sorouri, Iran und Giorgi Schirtladse, Sowjetunion;
- 1958, 1. Platz, World-Cup in Sofia, F, Mi, vor Giorgi Schirtladse, Lothar Lippa, DDR, Prodan Gardschew, Bulgarien und Nabi Sorouri;
- 1960, Goldmedaille, OS in Rom, F, Mi, mit Siegen über Géza Hollósi, Ungarn, Julia Graffigna, Argentinien, Edward DeWitt, Südafrika und Prodan Gardschew und einem Unentschieden gegen Mansour Mehdizadeh, Iran;
- 1961, 3. Platz, WM in Yokohama, F, Hs, mit Siegen über Sajan Singh, Indien, Daniel Brand, USA und Shunichi Kawano, Japan, einem Unentschieden gegen Gholamreza Takhti, Iran und einer Niederlage gegen Boris Gurewitsch, UdSSR;
- 1962, 2. Platz, WM in Toledo/USA, F, Hs, mit Siegen über William Farrell, USA, Boris Gurewitsch und Felix Neuhaus, Schweiz und Unentschieden gegen Shunichi Kawano und Mansour Mehdizadeh;
- 1963, 1. Platz, Mittelmeerspiele in Neapel, F, Hs, vor El Eidaross, Ägypten und Carini, Italien;
- 1964, Silbermedaille, OS in Tokio, F, Hs, mit Siegen über Alfonso Rafael Gonzalez, Panama, Kang Doo-Man, VR Korea und Schota Lomidse, UdSSR, einem Unentschieden gegen Prodan Gardschew und einer Niederlage gegen Mansour Mehdizadeh;
- 1966, 1. Platz, EM in Karlsruhe, F, Mi, mit Siegen über Dimitrios Salvadis, Griechenland, Franz Pötsch, Österreich, Umberto Marcheggiani, Italien, Russi Petrow, Bulgarien, Andrei Zchowrebow, UdSSR und Josef Urban, Tschechoslowakei;
- 1966, 2. Platz, WM in Toledo/USA, F, Mi, mit Siegen über Dean Lahr, USA und Franz Pötsch und Unentschieden gegen Andrei Zchowrebow, Josef Urban und Prodan Gardschew;
- 1967, 4. Platz, EM in Istanbul, F, Mi, mit Siegen über Arslan Rizvani, Jugoslawien und Zygmunt Patoleta, Polen und Unentschieden gegen Francisc Balla, Rumänien und Boris Gurewitsch;
- 1967, 4. Platz, WM in Neu-Delhi, F, Mi, mit Siegen über Etienne Martinetti, Schweiz und Ernst Knoll, BRD und Unentschieden gegen Shunichi Kawano und Prodan Gardschew